# بيروكسيد الأسيتون
بيروكسيد الأسيتون (بالإنجليزية: Acetone peroxide)‏ (الصيغة الكيميائية:C9H18O6)، هو بيروكسيد عضوي شديد الانفجار. يتم تصنيعه عن طريق أكسدة الأسيتون. وله بلورات بيضاء اللون تنفجر بالاحتكاك والصدم والحرارة وبحامض الكبريتيك. عندما تكون كثافة البلورات الناتجة 0.92 غم/سم3 تكون سرعتها الانفجارية 3750 م/ث وعند ما تكون كثافة البلورات الناتجة 1.18 غم/سم3 (يرجع  ذلك إلى تركيز المواد الداخلية في التصنيع) تكون السرعة الانفجارية 5300 م/ث. ويُستخدم كمحرض في الصواعق نظرا لسهولة الحصول على المواد الأولية  اللازمة لتصنيعه ولرخص ثمنها.